# Alfa Romeo 4C
De Alfa Romeo 4C is een sportauto gemaakt door de Italiaanse autofabrikant Alfa Romeo. De conceptauto werd voor het eerst aan het publiek gepresenteerd tijdens het Autosalon van Genève van 2011. De 4C is een tweezitssportauto en is voornamelijk opgetrokken uit koolstofvezel en aluminium. Naast de coupé is de 4C ook beschikbaar als open versie. De coupe versie is geproduceerd tot 2018. 
De Italianen brengen de 4C via een speciale homologatieregel op de markt. Daardoor mogen per modelvariant niet meer dan 1.000 eenheden per jaar in de Europese Unie worden verkocht. De cabrio versie (spider) is in 2019 de enige nog leverbare carrosserie-variant.
Maatvoering van de 4C: 
totale lengte: 3989 mm, breedte: 1864 mm (incl spiegels:  2090 mm), hoogte: 1183 mm, wielbasis:  2380 mm
droog gewicht: (ISO 1176:1991 cod. Iso M01-4.1): 895 kg

## Motorisering
De 4C beschikt over een viercilinder turbomotor met een inhoud van 1750cc. Een variant van deze motor wordt door Alfa Romeo reeds gebruikt in de QV versie van de Giulietta. De motor in de 4C is, in tegenstelling tot die van de Giulietta, geheel van aluminium en daardoor lichter in gewicht, levert meer dan 240 pk en is gekoppeld aan een sequentiële zes-versnellingsbak. De auto is ook uitgerust met het door Alfa Romeo ontwikkelde DNA-systeem. De lichtgewicht wielen van de auto hebben verschillende diameters & breedte voor en achter: 205/45 R17 voor en 235/40 R18 achter is standard, optioneel zijn 205/40 R18 en 235/35 R19. Beide wiel-opties worden voorzien van Pirelli P Zero banden. De 4C is standaard voorzien een Brembo remsysteem met geventileerde schijven voor en achter.

## Ontwerp
Het ontwerp van de 4C is van de hand van Lorenzo Ramaciotti van Centro Stile Alfa Romeo en gebaseerd op de Alfa Romeo 33 Stradale uit de jaren zestig. De 4C won in 2011 de ‘Auto Bild Design Award en de "Design Award for Concept Cars & Prototypes" door het publiek van Villa d'Este. 
Bekende ontwerpen van de hand van Ramaciotti:
voor FCA:
- Alfa Romeo Giulietta (2010)
- Maserati Quattroporte VI (2012)
- Alfa Romeo 4C (2011)

voor Pininfarina:
- Ferrari 456 GT
- Ferrari 550 Maranello
- Ferrari 360 Modena
- Ferrari F430
- Ferrari 612 Scaglietti

## Productie
De productie van de Alfa Romeo 4C begon in oktober 2013 en vindt plaats in de Maserati fabriek in Modena, Italië.
De productie van de Alfa Romeo 4C is gelimiteerd tot 12 stuks per dag, onder meer door het beperkt aantal koolstof vezel laminaat bodies dat kan worden geproduceerd maar ook omdat de auto volledig met de hand wordt gebouwd. Tijdens het bouwproces worden uitvoerige kwaliteits controles uitgevoerd. 
De lichtgewicht koolstof vezel body vormt de basis van de 4C en wordt gemaakt door TTA (Tecno Tessile Adler) in Airola, een joint venture tussen Adler en Lavorazione Materiali Compositi. Het chassis van de Alfa Romeo 4C bestaat uit een koolstof vezel body (tub), voorzien van voor- en achter subframes van aluminium geproduceerd door E.M.A.R.C. Spa. Het lakwerk van de Alfa Romeo 4C carrosserie wordt uitgevoerd door Carrozzeria Nuova G.M. in Camposanto (Modena) Dit bedrijf werkt in opdracht voor o.a. Alfa Romeo, Ferrari, Maserati, Lamborghini en Ducati.